# Смірнов Альберт Іванович
Альберт Іванович Смірнов — український іхтіолог, кандидат біологічних наук, автор понад 50 наукових праць, зокрема 3 монографій у серії «Фауна України», брав участь у створенні двох видань Червоної книги України (1994, 2009).

## Життєпис
У 1960 році закінчив біологічний факультет Київського університету. Протягом 1960—1969 років працював у Інституті гідробіології АН УРСР, в групі П. Й. Павлова, яку в 1969 році було переведено до Інституту зоології АН УРСР, відтоді працював у цій установі. З 1996 року — у відокремленому від Інституту зоології Зоологічному музеї Національного науково-природничого музею НАН України, де працював щонайменше до 2011 року.
Брав участь в багатьох наукових експедиціях, значно поповнив наукові фонди Зоологічного музею ННПМ, брав участь у розбудові його експозиції.

## Деякі праці

### Монографії
- Мовчан Ю. В., Смірнов А. І. 1981. Фауна України. Том 8. Риби. Вип. 2. Коропові. Част. 1. Плітка, ялець, гольян, краснопірка, амур, білизна, верховка, лин, чебачок амурський, підуст, пічкур, марена. Київ: Наукова думка. 423 с.
- Мовчан Ю. В., Смірнов А. І. 1983. Фауна України. Том 8. Риби. Вип. 2. Коропові. Част. 2. Шемая, верховодка, бистрянка, плоскирка, абраміс, рибець, чехоня, гірчак, карась, короп, гіпофтальміхтис, аристихтис. Київ: Наукова думка. 360 с.
- Смирнов А. И. 1986. Фауна Украины. Том 8. Рыбы. Вып. 5. Окунеобразные (бычковидные), скорпенообразные, камбалообразные, присоскоперообразные, удильщикообразные. Киев: Наукова думка. 318 с.
- Смирнов А. И. 1992. Ревизия таксонов рода Подуст Chondrostoma Agassiz, 1835 (Pisces, Cyprinidae) Восточной Европы в пределах бывшего СССР. Киев. 63 с.
- Мовчан Ю. В., Манило Л. Г., Смирнов А. И., Щербуха А. Я. 2003. Каталог коллекций зоологического музея ННПМ НАН Украины: круглоротые и рыбы. Киев: Зоомузей ННПМ НАН Украины. 241 с.

### Статті
- Смирнов А. И. 1967. Сравнительная характеристика тюльки придунайских водоемов. Гидробиологический журнал. 3 (2): 49-58.
- Смирнов А. И. 1967. Изменчивость тюльки-Clupeonella delicatula (Nordmann) в придунайских водоёмах. Зоологический журнал. 46 (7): 1081—1087.
- Смирнов А. И. 1971. К изучению пескарей (Gobio Сuviеr) Украины. Вестник зоологии. 6: 55-61.
- Бруенко В. П., Мовчан Ю. В., Смирнов А. И. 1974. Морфо-экологическая характеристика язя (Leuciscus idus (Linnè)) Кременчугского водохранилища. Гидробиологический журнал. 10 (5): 70-79.
- Мовчан Ю. В., Смирнов А. И., Щербуха А. Я.. 1978. Редкие и исчезающие виды рыб северо-западной части Черного моря. В зб.: 50 лет Черноморскому государственному заповеднику. Киев: Наукова думка. 88-91.
- Петрусенко А. А., Смирнов А. И. 1984. Пищевые связи бычковых рыб низовьев Дуная. Вестник зоологии. 5: 53-57.
- Смирнов А. И., Зиновьев Е. А., Пушкин Ю. А. 1988. Уточнение таксономического статуса Камской популяции подуста Chondrostoma Agassiz, 1835 (Pisces, Cyprinidae). Проблемы и перспективы рыбоводства и рыболовства в Пермской области. 121—126.
- Смирнов А. И. 2001. Бычок кругляк Neogobius melanostomus (Pisces, Gobiidae) за пределами ареала: причины, степень распространения, возможные последствия. Вестник зоологии. 35 (3): 71-77.
- Смірнов А. І., Ткаченко В. О. 2007. Характер іхтіорізноманіття як біотичний маркеp опріснювання лиману Сасик (Кундук). Збірник праць Зоологічного музею. 39: 41–56.